# ジブラルタルの旗
ジブラルタルの旗は、メディナ・シドニア公からジブラルタルを割譲されたカスティーリャ王国女王イサベル1世が、1502年7月10日にジブラルタルに対して贈った紋章をもとにしている（詳細はジブラルタルの紋章を参照）。この旗は1982年に制定されたが、他のイギリスの海外領土とは異なりブルー・エンサインやレッド・エンサインを用いていないことが大きく異なる。
旗は上部3分の2が白地で、下の3分の1が赤地である。白地の真ん中には二層で三本の塔のある赤い城が描かれる。それぞれの塔には上層に黒い窓、下層に黒い門が開いているが、中央の塔の門からは金色の鍵が鎖で垂れ下がっている。鍵は下の赤地の真ん中に描かれる。
紋章および旗に描かれる城はジブラルタルに実在する城のどれとも似ていないが、ジブラルタルの要塞を表すとみられている。城から垂れ下がる鍵は、ジブラルタル要塞の重要性を象徴している。

## 使用

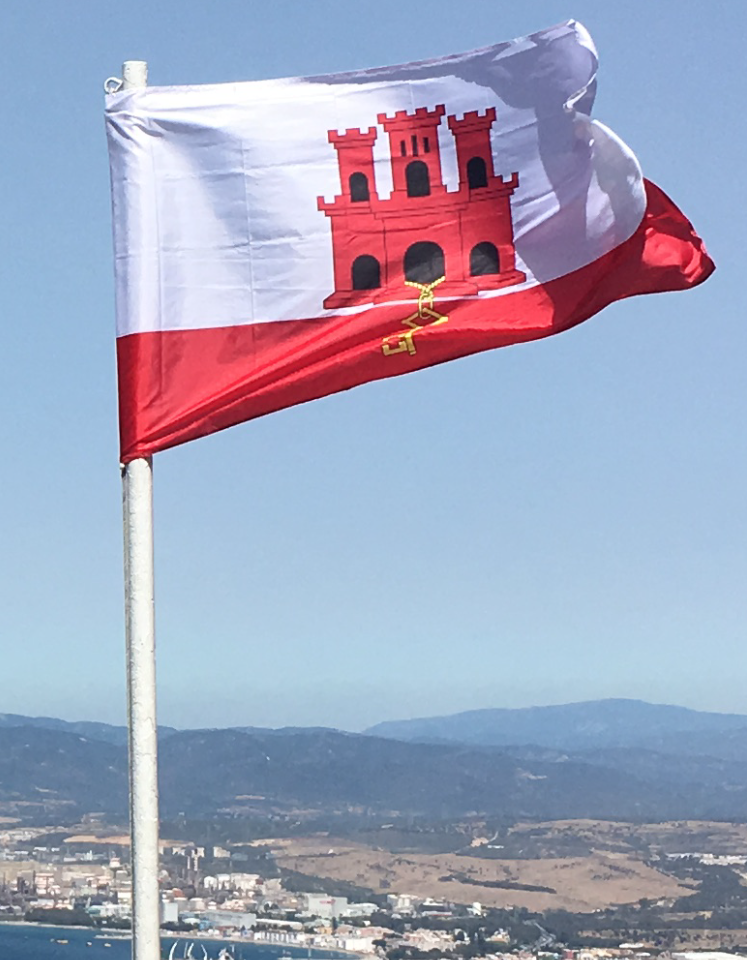
ジブラルタル海峡に面した「ザ・ロック」の上にはためくジブラルタルの旗

この旗はジブラルタルの各所に掲揚されており、公式な場ではユニオンジャックや欧州旗とともに掲揚されている。特にこの旗の目立つ場所はスペインとジブラルタルの国境、ジブラルタル政府ビル、半島の突端に位置する大きな岩山「ザ・ロック」（ジブラルタル岩）の頂上などである。
この旗はジブラルタルのイギリスやスペインに対するナショナリズムの象徴でもあり、9月10日の「ナショナル・デイ」（1967年に住民投票で、ジブラルタルに対するスペインの主権や、ジブラルタルとスペインとの連合を圧倒的大差で否決したことを記念する）には多くの家庭や企業で窓やバルコニーからジブラルタルの旗が掲げられ、旗を体に巻いた人や旗をかざした自動車が街をゆく。2004年のイギリス統治300年祭でもジブラルタルの旗の白と赤が街を覆った。海外在住や海外留学のジブラルタル人も部屋などに国旗を飾る。

? ジブラルタル政府船舶の旗、1939年制定、比率1:2。ブルー・エンサイン（カントンにユニオンジャックをあしらい残る4分の3は青地）にジブラルタルの記章（バッジ）。
? ジブラルタルの民間用商船旗、1998年制定、比率1:2、レッド・エンサインにジブラルタルの紋章
ジブラルタル総督の旗、比率1:2、ユニオンジャックの中央にジブラルタルの紋章
?縦横比2:3の別タイプ

## 歴史的な旗

?1875年-1939年の総督旗
?1939年-1982年の総督旗
? かつてのジブラルタル政府船舶の旗、1875年制定
? かつてのジブラルタル政府船舶の旗、1921年制定